# Distretto di Midongy
Il distretto di Midongy-Atsimo è un distretto del Madagascar situato nella regione di Atsimo-Atsinanana. Ha per capoluogo la città di Midongy.
La popolazione del distretto è di 43 413 abitanti (censimento 2011).